# 시조 유미르
시조 유미르(독일어: Gründer Ymir 그륀데르 위미르(현대어 발음: 그륀데어 위미어, 그륀더 위미어)[*], 일본어: 始祖・ユミル Shiso Yumiru[*], 영어: Founder Ymir)는 만화 《 진격의 거인 》에 등장하는 인물이다.
유미르는 '유미르의 백성' 엘디아 인들의 시조로 '유기생물의 기원'과 우연히 접촉해 얻은 거인의 힘으로 인류 역사상 최초로 거인화에 성공한 '태초의 거인'이 된다. 태초의 거인으로서, 아홉 거인과 무구의 거인의 기원이 되는 인물. 세간에서는 '대지의 악마'라는 환상의 생물과 계약해 얻은 거인의 힘으로 마레에 의해 무너졌던 엘디아 제국을 거인의 힘으로 엘디아 제국을 재건시켰다고 널리 알려져 있다. 인류 역사상 최초로 거인화한 인간으로 그가 변한 '시초의 거인'은 사후 '아홉 거인'으로 나뉘어 아홉 명의 후계자들에게 계승되었기 때문에 아홉 거인의 최초 소유주이기도 하다.
기록상으로는 약 2,000년 전의 멀고 먼 옛날에만 존재하던 역사 인물로 현존하지 않는 고인이다. 104기 훈련병단 출신이자 에렌의 옛 동료, 턱 거인의 소유자이자 히스토리아의 친구였던 유미르도 '시조 유미르'에서 이름이 유래되었다. 마레 대륙에 남아 있던 유미르를 신봉하는 사이비종교 단체가 그를 데려다 마치 인도의 쿠마리(Kumari)와 달라이 라마처럼 시조 유미르의 환생으로 삼아 그의 이름을 붙이고 숭배했기 때문이다. 실제로 유미르는 이름만 같을 뿐만 아니라 시조 유미르와 인생 부문에서 매우 유사한 삶을 살았다.

## 정발본의 오역 문제
정발본과 국내 다수 커뮤니티가 주장하는 유미르는 오역이라고도 볼 수 있다. 초판 번역가인 설은미 번역가가 '위미르(Ymir)'를 일본어판으로 표기한 'ユミル(yumiru)'를 그대로 음차해서 '유미르'가 되었기 때문이다.
음차오류이니까 오역이 아니라고 주장하는 사람도 있지만, 엄연히 북유럽 신화에서 시조 유미르의 캐릭터적인 근간이 된 거인족의 시조이자 신화상 최초의 거인인 '유미르'의 맥락을 무시하고 일본식 표기 대로 나아가는 것은 원작 고유의 세계관을 침해하는 일이므로 유미르란 번역은 잘못되었다고 볼 수도 있다.
유미르와 비슷하게 오역당한 사례는 토마스 와그너(Thomas Wagner,  독일식 발음으로 'w'자와 모음이 붙으면 'ㅂ' 자로 발음한다. 가령, 독일의 음악가, 작곡가, 극작가인 리하르트 바그너 (Richard Wagner)는 카타카나로 ヴィルヘルム・リヒャルト・ワーグナー(비루헤루무・리햐루토・와구나)라고 표기하는데, 잘 보면 '바그너'는 일본식으로 영문 표기인 와그너로 표기한다)가 있다.

## 개요

### 유미르의 백성의 시조. 모든 거인의 기원
시초의 거인의 최초이자 마지막 보유자. 아홉 거인들과 무구의 거인들까지 포함한 모든 거인들의 시초가 된다. 엘디아인들 가운데 거인으로 변할 수 있는 유전자를 가진 인간들 모두 '유미르의 백성'으로 직간접적으로 유미르의 피가 섞여 있다.
이는 엘디아의 초대 왕이 가능한 한 유미르의 힘을 이어받을 자식들을 최대한 많이 만들기 위해 그의 딸이자 유미르의 자식들인 마리아와 로제, 시나를 시작으로 후손들을 최대한 많이 생산하라는 유언을 남겼고, 후손들이 이를 충실히 지켜나갔기 때문이다.
자식들로는 세 딸들인 마리아 프리츠, 로제 프리츠, 시나 프리츠가 있으며 작중에 등장한 프리츠 왕가의 피를 잇는 자들은 모두 유미르의 직계 후손들이다. 제155대 황제인 히스토리아 레이스와 제153대 황제인 프리다 레이스, 우르클린 레이스, 에이벨 레이스, 디르크 레이스, 플로리안 레이스, 로드 레이스와 우리 레이스, 다이나 프리츠와 지크 예거도 유미르의 후예들이다.
시초의 거인에 가장 가까운 시조의 거인과 그 본체인 유미르, 핵인 '좌표'와 '보이지 않는 길'로 연결되어 있는 '유미르의 백성'인 엘디아 민족은 '길'이라는 하나의 추상적인 개념 아래 육체적, 정신적으로 링크되어 있어서 거인의 힘도 이전 계승자의 기억도 모두 시조의 거인을 경유해 하나로 이어진다고 한다.
죽은 후에도 어린 아이의 영혼인 채로 현실과 멀지 않은 이세계를 떠돌아다니며 '길'과 이어진 '유미르의 백성'들을 지켜보고 그들에게 신과도 같은 엄청난 권능과 영향력을 행사하고 있었다.
13년이라는 비참한 삶을 살다 유미르는 좌표의 세계로 이동했지만 죽어서도 자신을 가만히 놔두지 않는 사악한 프리츠가 탐욕 때문에 시조의 거인이 시체째로 딸들에게 섭취시키는 만행을 저지르면서, 죽어서도 노예로 착취당하고 거인 만드는 일에 동원당했다. 시간이 흘러 마리아, 로제, 시나도 자손들에게 잡아먹혀 시조의 세 힘을 계승하고 다른 아홉 명의 계승자들이 이어 받으며 시조는 아홉 개로 갈라지고, 이후로도 시조의 기둥으로부터 줄기가 갈라져 엘디아인은 유미르와 직계 후손들에 흡수되어 길로 연결되어 거인이 될 수 있고 거인을 매개로 기억을 계승하는 인종으로 변이하게 된다. 유미르의 영혼이 아홉 개체로 분열된 지성형 거인들은 아홉 거인으로 불리게 존재로 자리매김하고, 유미르의 혼이 깃든 좌표가 자리한 거인인 시조의 거인은 시조의 직계 후손들이자 정통 후계자들인 프리츠 왕가가 대대로 계승하게 된다. 
시조를 제외한 여덟 거인들은 '길'과 연결된 유미르의 백성이자 엘디아의 지배층에 속하는 귀족 가문의 소유로 넘어가게 된다. 하지만, 유미르가 미지의 생물과 계약하고 취득한 거인의 힘을 간직한 지 13년 뒤에 숨을 거두었다는 것에 착안해, "그 어떤 계승자도 유미르를 능가할 수 없다."는 절대 법칙이 만들어져 유미르 이후의 계승자들은 아홉 거인을 이어 받은 순간을 기점으로 13년 후에 반드시 죽는 시한부로 변해 버린다. 이것을 유미르의 저주(ユミルの呪い/Curse of Ymir)라고 부른다.

### 길을 관장하는 존재
죽어서 영혼 상태가 된 후에 통칭 '좌표의 세계'라는 공간에 거한다. 좌표의 세계는 유미르의 백성이 물리적, 정신적으로 연결된 '길'들이 나무줄기처럼 하나로 모이는 위그드라실(Yggdrasil) 형태의 거대한 빛기둥이 자리한 이차원 세계이다. 시조의 거인 내부에 있으며 주변은 모래로 펼쳐져 있다. 현실과 연결되어 있지만, 시공간의 구분 자체가 무의미하다. 좌표 속에서 보낸 20년의 세월조차 현실에선 찰나의 한 순간에 지나지 않을 정도로 매우 느리게 흘러 간다.  
유미르는 그곳에서 최초의 시조로서 길들을 관장하는 권한을 가진다. 길들을 통해 엘디아인들에게 거인의 힘과 기억을 통제할 수 있다.
그러나 죽어서 자유와 안식을 누리지 못하고, 아무도 없는 좌표의 세계에 2000년의 시간을 지박령처럼 배회했다. 첫 번째 기억이라고는 엘디아의 노예였던 유미르는 자유의지를 프리츠에게 박탈당해, 할 수 있는 것이라고는 프리츠 왕의 강압으로 인해 거인의 힘을 원하는 누군가가 자신에게 명령을 보내면 자신은 그 명령에 따라 거인을 만드는 것밖에 없었다. 누군가가 엘디아 인에게 무구의 거인이 되는 약물을 주입하거나 현실세계의 계승자들이 자해로 아홉 거인을 소환하면 곧바로 그들이 있는 위치와 대응되는 위치로 이동해 거인을 빚어 보내는 역할을 해 왔다. 쉽게 말해 엘디아인들이 무구의 거인이 되는 약물을 주입받는 순간, 아홉 거인을 가진 주연들이 손을 물어뜯는 순간 주변에 섬광이 일어 거인이 생성되는데, 겉으로는 저절로 생성되는 것처럼 보이지만 유미르가 이들의 눈에 보이지 않는 곳에서 흙으로 거인을 빚어 주는 과정이다. 지크는 유미르가 '좌표의 세계'를 만든 창조주라고 확신하지만, 진실인지는 불확실하다. 
유미르의 백성, 아커만 가문, 아홉 거인들(시조의 거인, 전퇴의 거인, 진격의 거인, 여성형 거인, 갑옷 거인, 짐승 거인, 초대형 거인, 차력 거인, 턱 거인)의 기원이라는 점에서는 진정으로 진격의 거인의 근본적인 장본인이라는 말이 아깝지 않은 존재이다. 왕가의 피를 이은 계승자라고 해도 시조의 힘을 사용하려면 우선 유미르에게 접근해 제대로 명령해야 한다. 즉, 유미르가 없으면 왕가의 피도 무용지물이고 왕가의 피가 없으면 유미르에게 접근할 수 없다. 명령하는 건 시조의 주인이지만, 실행하는 건 유미르라는 점도 그의 입지와 영향력을 잘 설명한다.

## 성격
어린 나이에 고향을 잃고 엘디아의 노예로 살았을 때부터 단지 자신을 알아봐줄 누군가의 사랑을 갈구했던 평범한 여자아이였다. 이것은 생전이나 사후나 극단적일 정도로 자신을 사랑해 주길 원했던 타인을 위하는 배경이 되었다. 이천년의 세월을 수만년이 한 순간에 지나가는 좌표의 세계에서 지내오며 거인들을 만드는 노동을 해 오고 견뎌내는 근성을 보였다. 순수하게 사랑 받기 위해서라는 단 하나의 이유와 집념, 신념만으로 거인을 수만년에 이르는 시간 동안 빚어 낸 불굴의 정신력을 가졌다.
유미르는 '사랑'을 추구하며 사랑 받기 위해서라면 자기 자신을 피폐시키고 희생할 수 있는 대담함을 가졌다. 엘런 예거가 '자유'를 추구하며 자유를 쟁취하기 위해서 뭐든지 할 수 있는 독기를 품은 것과 다른 점이다. '사랑'과 '자유'라는 목표가 다르지만 어쨌거나 그 목표에 이르기 위해 시간과 장소에 구애되지 않고 나아간다는 점은 동일하다.
사랑을 갈망하는 강한 집념과 이러한 극단적인 이타심이 의도치 않게 척추로 이식된 거인의 힘과 맞물려 유미르의 삶을 뒤흔들었다. 대신 자아를 억압해 와 스스로의 욕구와 의지를 표출하지 못했고 항상 자존감이 극도로 낮았었다. 이러면서도 자유를 누릴 수 없었던 자신의 삶에 깊은 슬픔과 분노, 원통함을 느끼며 2,000년의 세월 끝에 자신을 해방시킬 자를 찾아 다니며 메시지가 닿기만을 고대해 왔다. 이윽고 자신의 인생을 보고 가슴 깊이 공감하며 한 명의 인격체로서 이해한 에렌과의 만남으로 스스로의 자유에 도달했다.

## 외형
외형은 어른 모습의 유미르와 아이 모습의 유미르, 총 두 가지가 있다. 성인 시절에는 훤칠하고 건장한 체격을 갖춘 최소 180cm ~ 190cm 이상의 성숙한 여성이었다. 죽은 후 영혼이 된 유미르는 좌표의 세계 안에서 처음으로 유기생물의 기원과 접촉한 시기인 소년 시절의 모습을 유지한다. 어린 시절의 소녀 모습은 '사랑을 갈구하며 그것을 위해서라면 무엇이든 발 벗고 나서는' 유미르의 캐릭터성이며 때와 곳을 가리지 않고 그 본질은 변하지 않음을 보여 주기 때문이다.
눈 위까지 뻗은 앞머리와 어깨 위까지 흘러 내려오는 밝은 색 계열의 긴 금발 위에 머리띠, 거지를 연상시키는 허름하고 낡아 빠진 누더기 옷치마와 에이프런, 허리띠를 착용한 어린 여자아이이다. 조용하고 말이 없으며 시조의 주인의 주문에 따라 거인을 제작할 때는 항상 모래를 담을 양동이를 긷고 있다. 양동이는 원래부터 유미르와 함께 있었던 물건이 아니라 사후 영혼째로 좌표로 이동되었을 때 직접 만든 물건이다.
늘 사랑 받고 싶다는 순수한 소망을 지녔지만 사람들과 프리츠에게 이용당하고 상처 입은 과거 때문인지 우울한 듯 보이는 어둡고 자아 없는 인상을 하고 다녔다. 실제 모습은 이목구비가 뚜렷하고 히스토리아와 로드 등 후대 엘디아 왕가의 후손들이 이어받을 동그란 눈동자를 지닌 귀여운 미소녀였다. 유년기 시절과 영혼 상태에서는 귀여운 미형이었다. 성인 시절에는 보다 아름다운 수려한 미녀였을 가능성이 높다.

## 모티브

### 이름:북유럽 신화의유미르(Ymir)

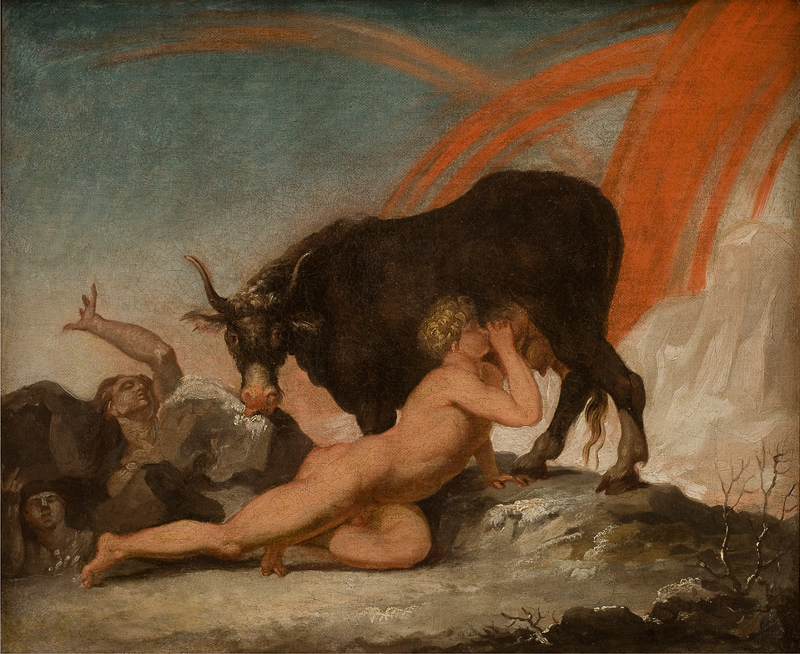
얼음을 핥는 암소 아우둠라, 신들의 시조 부리의 탄생, 아우둠라의 젖을 빠는 유미르

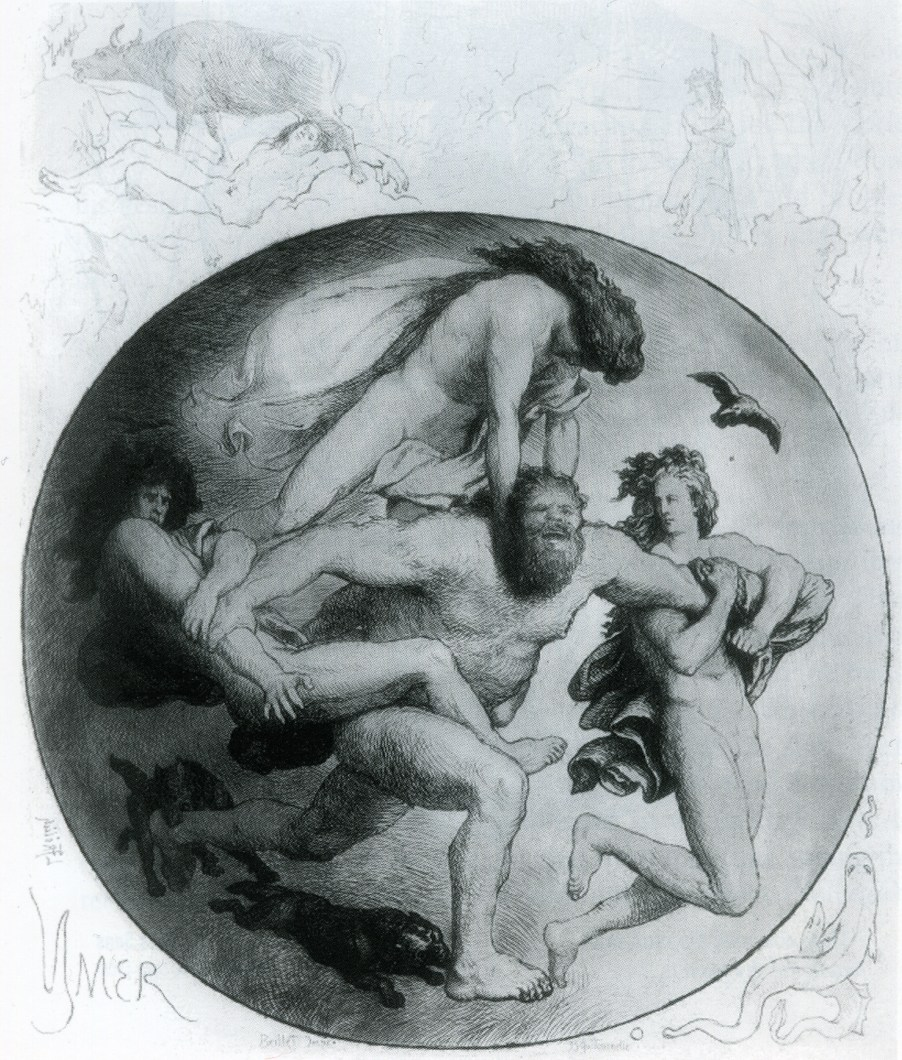
거인들의 시조이자 천지만물의 시초 유미르를 찢어 죽이는 오딘, 베, 빌리 삼형제

모티브는 북유럽 신화에서 거인들의 선조이자 시초, 동시에 아홉 세상을 창조한 만물과 모든 존재의 근원인 유미르(Ymir)이다. 유미르라는 이름은 다른 의미로 '포효'를 의미한다. 살아 있는 모든 생명의 기원(the origin of all living things)에서 태어난 존재이다. 시조 유미르는 '유기생물의 기원'인 한 생물과 접촉해 태초의 거인으로 각성했고 북유럽 신화의 유미르는 모든 생명이 탄생한 액체 에이트르(Eitr)에서 태어났다.
거인들의 선조이자 시초라는 설정과 본인의 육체와 혼이 훗날 아홉 개(=아홉 거인)로 나뉘어 새로운 존재의 탄생을 위한 재료로 삼겨졌다는 이야기들부터 똑같다. 작중에서 유미르와 가장 가까운 아홉 거인인 시조의 거인의 힘을 행사할 때 소유주는 '포효'를 지른다는 것과도 연결된다. 거인들의 선조이자 시초라는 설정과 본인의 육체와 혼이 훗날 아홉 개로 나뉘어 새로운 존재의 탄생을 위한 재료로 삼겨졌다는 이야기들부터가 유미르 프리츠의 설정과 최후와 유사하다.
본인의 영혼이 아홉 거인으로 분열된 것 이상으로 아홉 거인이 만들어진 과정이 설명되지 않았지만, 북유럽 신화의 창조신인 유미르의 이야기를 토대로 그의 육신들, 이를테면 뇌와 유두, 몸통, 다리, 팔, 머리카락 등의 속성들이 아홉 거인으로 형상화되었다는 가설도 존재한다. 유미르는 사후에 육신이 긴눙가가프에 던져져 그 구덩이를 메운 후 그 피로 바다를 만들었으며, 뼈는 광물이, 치아는 보석, 살은 흙이 되었으며 양 눈은 태양과 달, 눈물은 비, 몸의 털은 온갖 나무와 풀, 뇌수는 구름, 그리고 그 사체에서 기어나온 구더기는 드워프가 되었다고 한다. 또한, 그의 시신에는 대지, 피에서는 바다, 머리뼈에서는 하늘이 만들어졌다고도 한다.
유미르의 성이라고 하는 프리츠(Fritz)는 독일식 성씨이다. 프리츠는 실제 부모 중 한 사람에게 물려 받은 고유의 성이 아니라 에르디아 개국의 업적을 인정 받은 유미르가 프리츠 왕의 씨받이용 왕비로 삼겨질 때 강제로 하사 받은 것이기에 진짜 성이 아니다. 그의 후손들은 진격의 거인의 세계관이 북유럽 신화와 독일, 포르투갈 등 유럽의 여러 나라의 역사와 문화를 배경으로 만들어졌기에 유미르 프리츠의 성씨도 리바이 아커만, 엘런 예거, 미카사 아커만 등처럼 성씨가 독일권에서 연유되었다.
프리츠는 성뿐만 아니라 주로 인명으로도 쓰이며, 독일식 이름인 '프리드리히(Friedrich)'에서 유래하였다. 고대 게르만어로 '평화'를 의미하는 '프리두(Fridu)'와 '통치자'를 의미하는 '리흐히(rihhi)'를 조합한 이름으로, 풀이 대로 해석하면 "평화로운 지배자"이다.

## 보유 거인 및 능력

### 태초의 거인
본래는 가진 것이라고는 아무것도 없는 평범한 고아 여자아이였지만 신비한 고목에서 접촉한 한 미지의 생물이자 훗날 세계사에서는 대지의 악마로 구전되는 '유기생물의 기원'을 척추에 이식 받은 뒤 자유자재로 태초의 거인으로 변화할 수 있게 된다. 생전에는 태초의 거인으로 변하는 변신 및 소환 능력, 경질화 능력, 신체 재생 능력 밖에 없었다. 유기생물의 기원과의 접촉 후에 유전자가 삽입됐는지 급격한 신체 변이가 일어나 거인화할 수 있는 미지의 초능력을 얻게 된다.
이 때 거인의 모습은 허리 사이로 척수를 닮은 복수의 촉수들이 튀어 나와 있으며 앙상한 듯한 근육으로 이루어진 여성형이다.
사후 모든 거인들의 근간이자 기원 격이 되는 막강한 권능을 거머쥐었음에도 무지하고 나약한 문맹아였던 유미르는 생전에 이 힘을 자발적으로 쓴 적이 단 한 번도 없었다. 그래서 의사 결정은 유미르가 아니라 그의 주군이자 아버지, 남편 격인 초대 프리츠 황제가 내렸으며, 유미르는 그의 뜻과 명령에 절대복종하여 마레군과 엘디아를 위협하는 수많은 적국의 병사들을 학살하여 영토와 세력 확장에 크게 기여했다. 그리고 이 능력으로 엘디아의 교통을 발전시키기 위한 거대한 도로를 개간했고 땅을 기름지게 해서 농업 생산량 증가에 큰 공을 세웠다.

#### 좌표를 통한 '유미르의 백성' 컨트롤

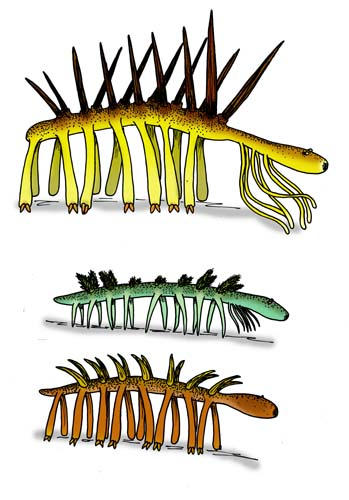
유미르와 결합한 유기생물의 기원으로 추정되는 할루키게니아(Hallucigenia)의 복원도

사후 영혼으로서 고차원 세계로 이동된 후에는 거인화 능력이 사라졌지만 육체에 힘이 남아 있어 현실과 이어진 좌표를 통해 더 많은 능력을 행사할 수 있게 된다.
유미르의 능력은 대부분 '좌표'를 통해 행사된다. 좌표는 시공간과 정신과 물질의 개념을 초월하는 '투명한 길'들이 모여 있는 하나의 교차점으로 그 교차점은 곧 시조의 거인 그 자체다. 그 길로 접촉한 계승자의 기억을 직접 여행하거나 물질을 만들어 현실이나 다른 차원으로 보내는 것도 가능할 것으로 보인다.
시조 유미르는 '거인'을 빼면 판타지적인 요소들을 볼 수 없었던 진격의 거인에서 초능력을 다양하게 사용했다. 사용하는 초능력들은 주로 '창조'와 '재생' 계열이다. 지크의 말에 따르면 현존하는 무엇이든 만들어낸다고 하며 초대형 거인의 대폭발 장면을 볼 때 핵폭탄도 포함되는 듯하다.
핵폭발에 필요한 에너지뿐만 아니라 수천만 마리의 거인들로 이루어진 50m짜리의 거대한 삼중 방벽, '부전의 맹세'에 필요한 쇠사슬, 입체기동장치 동력으로 쓰이는 빙폭석과 불타는 돌 등의 자원도 유미르의 작품이다. 이 영향 때문인지 전퇴의 거인도 유미르처럼 만능은 아니나 채짝이나 석궁, 창 등의 다양한 무기와 도구를 창조할 수 있다. 이것도 전퇴의 거인이 도구를 제작할 때마다 유미르가 좌표의 세계에서 도와주어 힘을 보냈기 때문에 사실상 유미르의 능력이나 다름 없다.

### 거인화 및 물질 창조 능력
물리적이든 정신적이든 좌표의 세계의 모래를 빚어 거인을 비롯한 모든 성질의 물건을 만들 수 있다. (etc: 아홉 거인, 빙폭석, 연료, 불타는 광물, 무지성 거인 등등.) 완성된 거인을 현실 세계로 보낼 때마다 전기가 흐르는 이펙트가 발생하며 거대한 섬광이 발생한다. 애니메이션에서는 엘디아 인이 아홉 거인으로 거인화하면 하늘에서 벼락의 섬광이 대지에 떨구어 내려치는 연출이 더해졌다. 《 강철의 연금술사 》에서 연금술사들이 물건을 만들 때 전기 이펙트가 발생하는 과정과도 비슷하다. 무엇이든 만들 수 있는 만능적인 능력 덕에 카를 프리츠의 주문에 따라 부전의 조약 사슬과 수백만 마리의 50m 거인들을 만들어 내었다.
작중에서 가장 중요한 무기인 입체기동장치의 핵심 동력 자원인 빙폭석도 유미르의 피조물이다. 구 엘디아 제국 시절 프리츠 왕가가 행한 거인 과학 실험으로 탄생한 강화인간들인 '아커만 가문'도 유미르가 전해 준 거인의 힘을 기반으로 신체 능력이 기하급수적으로 상승한다. 지크의 명령에 따라 스스로 만든 쇠사슬을 부수어 버리고, 지크가 엘런을 구속하라고 명령을 내리자마자 순식간에 쇠사슬을 만들어 엘런을 구속시킨다. 이건 유미르가 능력을 시행한 공간이 좌표였기에 가능한 일이다. 좌표에서는 모든 일이 순식간에 스치듯이 일어나기 때문에 유미르가 물건을 만들기 시작하면 이미 그 물건은 완성되어 있다.

### 신체 재생 능력
부상 재생 능력과 회생 능력을 보유했다. 사막의 모래로 외부 충격으로 파손된 신체 부위나 내장, 두부, 사지를 다시 빚어 수복 및 재생할 수 있다. 때문에 거의 죽어가던 사람을 사지의 문턱에서 되살릴 수 있다. 유미르는 조용히 죽어가던 지크 예거의 팔다리, 몸통과 찢겨진 내장을 모래로 새로 빚어 주어 제 2의 삶을 주었다. 이어 엘런 예거가 저격총을 맞고 목이 베인 채로 의식이 좌표의 세계로 이동했을 때 날아간 머리를 수복해 엘런이 부활한다.

## 인생 및 실제 역사적 행적

### 기원전 1146년 ~ 729년 (카를 프리츠 시대)[1]

#### 전쟁고아에서 노예로 살아간 유미르
유미르(Ymir)는 990 B1에 엘디아도 마레도 아닌 어느 부족의 마을 또는 국가에서 태어났다.
그는 언제나 남을 배려하고 행동할 줄 아는 원체 다정한 성격을 지닌 평범한 여자아이였다. 어린 시절부터 타 부족 국가를 침략하고 폭력과 약탈을 일삼는 야만적인 약탈자 부족이었던 엘디아 부족에게 수탈당한 것을 시작으로 가족도 잃고 전쟁 포로로 끌려가 엘디아의 노예로서의 불우한 삶을 살아 왔다. 즉, 그는 세간에 널리 알려진 바와 달리 엘디아를 창건한 시조나 초대 황제라는 거창한 왕족도 아니었다. 오히려 엘디아가 일으킨 탐욕 어린 전쟁에 의해 인생이 송두리째 짓밟히고 망가진 피해자였다.
부족 출신의 다른 어른들을 따라 엘디아 부족의 족장이었던 '프리츠' 밑에서 노예 노동을 하던 유미르. 세상  물정도 모르던 그는 원래부터도 부모가 없는 고아였는지 결혼식을 올리며 서로를 향해 사랑과 축복을 맹세하는 남자와 여자를 보고 '사랑'이라는 개념에 자연스레 호기심과 동경을 품게 된다. 그런데 오로지 사랑을 꿈꾸었던 어리고 순진한 노예 소년의 인생은 어떠한 사건을 계기로 확 뒤바뀌게 된다.
돼지 한 마리가 우리 사이를 비집고 프리츠의 영역으로부터 도망친 사건이 벌어진 것이다. 소중한 사유 재산이나  다름 없는 돼지의 실종에 대노한 프리츠 족장은 50여 명의 노예들을 불러모아 이 중에서 돼지를 놓아준 범인을 색출하겠다고 말하며, 범인인 노예는 당장 나오지 않으면 너희 모두의 눈을 뽑아 버리겠다고 협박한다. 프리츠의 협박을 두려워한 노예들은 눈이 뽑힐 위기를 면하고자 전원이 자기들 중에서 가장 약하고 만만한 유미르를 범인으로 지목한다.
당연히 돼지 같은 걸 놓아준 기억도 없던 유미르는 자기가 죄인이 되자 당황만 하지만 모든 노예들이 일제히 자기가 노예라고 손가락을 놓지 않으니까 체념하고 앞으로 나와서 절을 한다. 프리츠는 저지르지도 않은 죄로 자수한 유미르를 보고선
| “ | "너는... 자유다..." | ” |

라는 말을 하더니 형벌로써 그의 왼쪽 눈을 뽑아버리고는 숲으로 쫓아내 병사들과 사냥개들로 하여금 천천히 죽을 때까지 사냥하라는 잔혹함으로 그를 끈질기게 괴롭혔다. 유미르가 범인이건 아니건 자기의 말을 듣지 않는 자는 죽여서라도 자기 것으로 만든다는 프리츠 족장의 잔인함에 비참하게 희생되는 유미르의 불쌍한 삶을 드러낸다.

#### 유기생물의 기원과의 접촉, 우연히 취한 거인의 힘
어려서부터 일찌감치 세상의 잔혹함에 희생당해야 했던 유미르는 흘러나오는 슬픔의 눈물들을 머금고 비웃는 병사들이 쏜 화살을 맞아가며 간신히 숲 속으로 도망쳐 갔다.
화살과 사냥개를 애써 피해가며 도망치던 그는 하늘 위로 줄기가 우뚝 솟은 신기한 참나무 한 그루를 발견한다. 숲 속의 다른 나무들 사이에서도 유독 눈에 띄는 나무에 신기해 한 유미르는 얼른 나무구멍 사이로 나무 안쪽으로 들어가다가 그만 물웅덩이에 빠져 익사 위기에 처한다.
유미르가 빠져버린 그 물웅덩이에는 '유기생물의 기원'이라고 불리는 수수께끼의 수중생물이 거주하고 있었고, 캄브리아기에 존재하던 고대의 생물 할루키게니아(hallucigenia)처럼 옆으로 아홉 쌍의 꼬리들을 지녔으며 구조상 인간의 척추와 매우 유사한 불가사의의 존재였다.
유기생물의 기원은 우연히 자신이 사는 나무로 들어왔다가 웅덩이에 빠진 유미르를 보자마자 스스로 등 척추에 달라붙어 그에게 초능력과 같은 힘을 부여한다.(혹은 하나가 되었다.) 이리하여 유기생물의 기원 그 자체 혹은 기원의 DNA가 척추에 이식된 유미르는 거인의 힘을 취하고 '태초의 거인'으로 변화하여 나무를 뚫고 지상 위로 모습을 드러낸다. 허리 사이로 척수들이 솟아 나와 있고 근육이 드러난 여성형 거인의 모습이었다.
이것이 바로 유미르가 우연치 않게 불가사의한 신비생물과 합쳐져 거인의 시조로 탄생하기까지의 진실로 여태껏 마레의 역사로 전해지던 유미르와 "대지의 악마"가 계약을 맺어 유미르가 거인의 힘을 얻은 전설의 실체이다. 유미르는 대지의 악마와 계약한 여자아이가 아니라 '유기생물의 기원과 접촉한 소녀'일 거라는 어떤 무명의 학자와 에렌 크루거의 가설은 사실로 판정되었다.

#### 변함 없는 프리츠의 노예, 엘디아 제국의 개국공신에서 황비가 되다.
하지만 어릴 때부터 도덕 관념을 배우지 못하고 침략국의 노예로 끌려져와 글씨나 문자 쓰는 법도 모르는 문맹아라 '자유'라는 개념도 모르던 유미르는 일반적인 논리의 영역에서는 설명할 수 없는 태초의 거인의 힘을 감당치 못했고 쓰는 법도 몰랐다. 고향에서조차 든든한 보호자이자 선생이 되어 줄 부모나 멘토도 없이 자라온 고아인 그가 부모이자 주인 격으로 뚜렷이 인식하는 상대는 프리츠밖에 없었으며, 천성적으로 남을 먼저 생각하는 상냥한 심성을 지닌 착한 아이 유미르는 복수를 할 인물이 더더욱 아니었다.
그래서 그는 자신을 괴롭히던 병사들을 거인의 힘으로 짓누를 수 있었음에도 복수하지 않고, 프리츠 족장에게 돌아가 변함 없는 노예의 삶을 지속하며 엘디아의 부흥에 힘 써 왔다. 유미르는 거인의 능력으로 대지의 도로를 개간하고, 땅을 경작했으며, 산과 산을 왕래하는데 필요한 다리도 건설하는 등 교통 기술을 크게 발전시켰고, 엘디아의 적국도 짓누르며 세력 및 영토 확장에 크게 기여했다. 유미르의 업적으로 일개 소규모 농경 중심 부족 사회에 지나지 않은 엘디아는 '엘디아 제국'으로 더욱이 강성했다.
세월이 흘러 엘디아 제국이 충분히 강성해졌을 때는 유미르는 병사들과 대등한 키, 건장한 체격의 성숙한 처녀 여성이 되었다. 하지만 성인으로 자란 이후에도 자유의지를 가진 떳떳한 인간이 되지 못했고 어린 아이의 순수함과 순진함을 간직한 채 프리츠에게 종속된 처지였다.  유미르의 전공으로 족장에서 황제로 올라간 프리츠 황제 자신의 엘디아를 더더욱 부강시킨 유미르를 더더욱 총애하고 마음에 들어했으나, 변함 없이 헌신적으로 도와 준 그녀를 "나의 노예"라 칭하는 등 하등한 노예로 취급하며 그 이상의 존재로 보려고도 하지 않고 엄연히 유미르의 공적인 것들을 자신의 것으로 삼으려는 탐욕적인 모습밖에 없었다. 갈수록 유미르를 향한 흑심을 품은 프리츠는 그에게 결혼반지까지 내어주며 "상으로... 아기씨를 내리겠노라."라고 아이를 낳을 것을 강요해 자신의 씨받이용 왕비로 삼았다. 사실상의 강제 결혼이었지만 사랑을 향한 강렬한 갈구를 품은 유미르는 왕에게 진정한 사랑을 받을 수만 있다면 그가 명령하는 어떤 것이든 자진해서 했다.
그렇게 유미르는 '초대 프리츠 왕의 총애'를 한몸에 받으며 그동안 엘디아 제국의 개국을 위해 힘써온 공훈을 인정 받아 공식적으로 황제의 비가 되었고 성씨도 하사 받아 이 때부터
이름이 유미르 프리츠(Ymir Fritz)가 되었다. 남자 황제의 정식 부인인 황후의 자리만큼은 아니었지만 초대 프리츠 황제의 비로서 왕족이나 다름 없는 고귀한 신분에 걸맞게 황비를 호위하는 휘하의 친위대 병사들과 황비와 공주들을 돌볼 시종 한 명을 대동할 권한을 쥐게 된다.
황비로 간택된 유미르는 프리츠와 강제로 몸을 섞으면서 적장녀이자 제 1왕녀인 마리아 프리츠를 낳는다. 마리아를 낳은 와중에도 유미르는 꾸준히 타국과의 전쟁에 불려가 적병들을 죽이는 살생을 하면서도 프리츠의 세력 확장 정책에 뛰어들었고 특히 엘디아의 주적인 마레를 무너뜨리는 성과를 일궜다. 엘디아를 위한 부흥 도구로서의 삶을 지속하던 유미르는 차녀이저 엘디아의 제 2황녀 로제 프리츠와 삼녀이자 제 3황녀 시나 프리츠를 출산했다. 유미르는 스스로의 배로 낳은 친딸들을 아낌 없는 애정을 쏟아부었고 딸들도 어머니 유미르를 진심으로 따르고 사랑했으며 모녀 넷이서 화목하게 어울려 다녔던 것으로 보인다.
딸들을 세 명이나 낳았는데도 프리츠는 유미르에게 인간으로서의 애정을 주기는커녕 도구로서 더욱 혹사시켰고, 황비로 들인 이후로도 수많은 여성 애첩들을 두면서 노골적으로 여색을 탐닉했다. 그리고 딸들 앞에서 대낮에 어머니를 무시하고 애첩들과 어울려 시시덕거리는 모습을 노골적으로 드러내는 등 아버지로서도 질 나쁜 인물이었다. 언제 유미르는 딸들과 친위대 병사들을 거느리고 프리츠에게 찾아갔으나, 그의 눈 앞에 있었던 것은 다름 아닌 애첩들에게 둘러싸여 색욕을 채우던 프리츠의 추잡한 모습이었다. 아무리 노력하고 헌신해도 사랑해 주지 않는 프리츠를 보고 유미르는 안색이 어두워졌다.

#### 13년 만의 쓸쓸한 죽음
어느 날의 대낮, 적국이었던 마레와 강화협정을 맺은 것으로 보이는 엘디아에 마레의 외교 사절단이 파견된다. 유미르도 황비로서 마리아, 로제, 시나 세 자매를 데리고 프리츠 왕 옆에서 사절단의 병사들을 접견했다.
그러나 외교 사절단 같은 건 처음부터 프리츠 황제에게 가까이 다가가 죽이기 위해 마레가 파낸 함정이었다. 마레는 몇 번이고 전쟁을 치러도 유미르라는 거인의 호위에 힘입어 살 수 있었던 왕을 죽이지 못했고, 그 결과 외교 협정을 해서라도 왕을 죽이기 위해 치밀한 작전을 짜낸 것으로 보인다. 사절단 중 맨앞에 나온 거한의 장수는 프리츠 왕에게 창을 냅다 던져 백주대낮에 국왕 암살을 시도했으나, 프리츠 황제를 지키기 위해 유미르는 맨몸으로 왕 앞으로 달려나가 창을 들이받다 어깨에 창이 꿰뚫려 치명상을 입는다. 프리츠 황제 암살을 시도하다 황비이자 궁극의 병기인 유미르를 죽여 버린 마레군 장수는 엘디아 장수들에 의해 목이 창에 꿰뚫려 살해당하고 외교의 장은 마레와 엘디아의 전장으로 일순 뒤바뀐다.
충격 받은 세 딸들은 왼어깨에 꿰뚫린 창으로 죽어가는 어머니에게 얼른 달려가 가슴 깊이 오열했다. 생사의 경계에 처한 유미르는 마지막 순간까지 프리츠 황제를 바라보며 사랑을 달라는 듯한 애원의 눈빛을 짓지만, 프리츠 황제는 은혜나 죄책감을 느끼기는커녕 눈물도 흘리지 않고 왕좌에 일어나지도 않았다. 되려 평소와 다름 없는 냉혹하고 권위적인 목소리로 고작 창 따위로 죽지 않으니 빨리 노예로서 일이나 하라고 명령했다. 몇 번이고 위해줘도 죽어가는 자신을 노예로 바라보는 프리츠 황제에게 충격을 받은 유미르는 결국 정신적으로 한계에 다다랐다. 삶의 마지막 희망까지 잃어버리고 눈을 감아 사망한다.
미지의 나무에서 거인의 힘을 취한 지 13년 만에 그렇게 비극적이고 쓸쓸하게 생을 마감했다.

#### 사후: 2,000년을 좌표의 세계에서 홀로 살아가다
사후 유미르의 영혼은 저승으로 편히 쉬지 못하고 그의 고난은 계속되었다. 육신을 벗고 영혼만 남은 유미르는 사망해서도 자신과 연결된 태초의 거인 때문인지 시공간의 개념이 적용되지 않는 어떤 고차원 공간으로 이동되어 그곳에서 고독한 삶을 살게 되었으며, 유기생물의 기원과 최초로 접촉하고 누구보다 사랑 받기를 원했던 가장 본질적인 형상인 '어린 아이'의 모습으로 돌아간다. 주변에 모래 사막만 펼쳐진 좌표의 세계에서 남아 있는 것은 유년기 모습으로 돌아간 유미르의 영혼과 '태초의 거인'으로서의 힘인 하얀 빛의 기둥뿐이었다.
유미르는 죽었지만 엘디아를 세계 초강대국의 위치로 끌어올린 최대의 근간인 '거인의 힘'을 절대 포기할 수 없었던 프리츠는 광기 어린 탐욕과 집착으로 연구한 끝에 "유미르의 척수액을 씹으면 후손들에게 힘이 계승된다."는 가설만 믿고 마리아, 로제, 시나에게 어머니인 유미르의 인육을 머리부터 팔, 내장, 눈알까지 먹으라고 명령하는 짓까지 자행했다. 아버지가 딸들에게 사랑하는 어머니의 시체를 남김 없이 먹으라고 강요하는 것은 신하들마저 기겁해서 헛구역질할 정도로 상상도 할 수 없는 끔찍하고 극악무도한 패륜이었고, 근거도 불확실한 실험에 의거한 위험천만하고 불필요한 도박이나 매한가지였다. 그럼에도 불구하고 끝 없는 힘과 권력욕에 미쳐 있던 프리츠 황제는 끝내 식인을 강행시키는 잔학함을 보였다.
근데 프리츠 그리고 딸들이 척수액을 포함한 유미르의 신체를 식인하자 본래 하나였던 빛의 기둥에서 태초의 거인의 힘이 세 갈래의 줄기로 분화된다. 세 갈래의 줄기로 갈라져 현실과 이어지게 된 빛의 기둥을 보고 놀란 유미르는 자신이 지닌 태초의 거인의 힘이 딸들에게 계승됐음을 확인한다. 천운 같은 도박으로 딸들이 어머니로부터 거인을 계승하자 프리츠 황제는 병상에 누워 죽기 직전 딸들에게 가능한 한 아이를 많이 만들라고 명령하고 너희가 죽으면 똑같이 그 자손들에게 척수를 물려 주는 행위를 반복해 힘을 계승해 그 거대한 육체와 프리츠의 이름으로 세계를 영원히 지배하라는 유언을 남긴다.
마리아, 로제, 시나가 유미르와 이어진 태초의 거인을 이어 받았기 때문에 좌표의 세계에게까지 왕의 유언도 들을 수 있었던 유미르는 그 뜻을 받아들이고 죽어서도 프리츠의 노예로서 살아갔다. 유미르는 프리츠 왕의 유지와 거인을 이어받은 딸들과 후손들을 위해서 스스로 발 벗고 거인들을 만드는 일을 계속했고 딸들은 아버지의 유언대로 아이를 최대한 많이 낳아 13년 후에 자신들의 척수액도 잡아먹게 하여 힘을 계승시켰고 마리아, 로제, 시나의 자손들도 초대 황제의 광기 어린 집착에서 시작된 '식인 계승 의식'과 힘을 담을 그릇을 위한 '자손 생산'이란 두 가지 임무를 지켜나갔다. 세 갈래로 나뉜 태초의 거인은 끝내 아홉 거인들로 한정되었고 초대 왕의 유지와 이념에 따라 타국들을 줄줄이 식민지화시키고 식민지인들을 성노리개로 붙잡아와 힘을 이을 유미르의 혈통을 불려나갔고 거인의 척수액 주사로 엘디아인들을 무지성 거인으로 만들었다. 힘을 이을 목적으로 자손들이 줄줄이 출생하고 아홉 거인의 힘을 이어 받을수록 좌표에서 줄기들이 많은 수로 갈라져나갔고, 결국 2,000년에 이르러 거대한 인구수를 자랑하는 하나의 단일 민족으로 자리잡게 된다. 이것이 '유미르의 백성'이 되었고, 프리츠 왕가는 척수액을 매개로 계승되는 거인의 힘을 연구하다 척수액으로 유미르의 백성을 무구의 거인으로 만드는 법을 발견하고 거인의 힘으로 더더욱 강해지는 강화인간들인 아커만 가문도 만들어 내었다.
그리고 유미르는 이렇게 후손들이 척수액 주입을 하거나 아홉 거인 계승자들이 자해와 목적의식으로 호출할 때마다 거기에 반응해서 수만년의 긴 시간을 들여 모래 든 양동이 하나만으로 아홉 거인과 무지성 거인들을 만드는 일, 각성한 아커만 가문에게 거인의 힘을 만들어 보내는 일을 쉬지도 않고 계속해 왔다. 여태껏 에렌과 애니, 라이너를 비롯한 거인 계승자들이 뚜렷한 목적의식을 품고 손등을 물어뜯으면 거인화할 수 있었던 이유는 그들이 아홉 거인을 계승한 유미르의 먼 후손들이었던 것도 있지만 그들의 강한 의지에 반응하여 매번 거인의 힘을 수만년을 들여 만들어 보냈기 때문이다. 미카사와 리바이, 케니 등 왕가를 호위하기 위한 용도로 만들어진 아커만 가문도 각성해서 힘을 끌어들일 수 있었던 이유는 유미르에게 좌지우지되지 않아도 선조의 대부터 유전자 개조를 거친 육체가 좌표의 세계와 연결되어 있어서였다.
그리고 머나먼 직계 후손인 729년에는 거인 대전 패전 후 카를 프리츠가 50m짜리의 거대한 원형 방벽 세 개로 이루어진 50m짜리 거인들을 만들어 달라고 해 그 명령 대로 수만 마리에 이르는 거인들까지 만들고 "시조의 힘을 계승한 프리츠 왕가는 타국이 침략하든 말든 죽음을 기꺼이 받아들인다."는 내용의 부전의 조약을 체결시켰다. 유미르가 없었으면, 진격의 거인에 일어난 일들은 성립되지도 않았을 것이다.
유미르는 죽어서도 자신의 모든 것을 빼앗고 죽음으로 몰아넣은 프리츠의 주박에서 벗어나지 못하고 그의 유지를 따르며 현실의 인간들이 자해해서 길로 목적의식을 전할 때마다 좌표의 모래로 거인을 만들어 보내는 일을 반복하였다. 그리고 태초의 거인의 좌표인 시조의 거인을 이어 받고 좌표로 온 프리츠 왕가의 후손을 주군으로 따르며 그들이 원하는 소원이라면 뭐든지 다 들어주었다. 그에게 있어 프리츠의 피를 이은 왕가의 후손들을 따르는 것은 프리츠 왕의 유지를 따르는 것이나 다름 없었지만, 동시에 인생의 유일하다시피한 낙이자 안식처였던 세 딸들, 즉 순수한 의미로 유미르 본인의 후손들이었기에 들어준 것으로 보인다. 자신의 인생을 송두리째 망가뜨린 원수였던 왕을 이렇게까지 위하는 것은 그의 본질이자 유년기부터의 꿈이자 강한 열망인 철저히 사랑 받기 위해서이며 애정결핍으로 가득 차고 한 명의 인격체로 존중도 사랑도 받지 못한 고통을 보상 받기 위해서인 듯하다.
결국 유미르의 인생은 한 번도 자신을 위한 자유의지에 의한 적이 없고 철저히 사랑과 존중 받고 싶었던 한 순수한 아이가 악으로 가득 찬 탐욕적이고 잔혹한 왕에게 처참하게 고향과 가족들, 인격을 짓밟히다가 어느 날 우연히 들어간 나무에서 얻은 거인의 힘 때문에 엘디아의 정복 전쟁과 민족 학살을 위한 노예로 이용당하고, 죽어서까지 해방되지 못한 채 원수인 왕들과 그 후손들의 노예로 살아가야만 하는, 절대 눈 부릅뜨고 볼 수 없는 가장 안타까운 참극 그 자체였다.

#### 845년: 《 1화: 2,000년 후의 너에게 (二千年後の君へ) 》
이 끔찍한 고통의 시간에도 유미르는 언젠가 머나먼 미래에 자신을 이해하고 자유를 가져다 줄 한 미래의 후손이 좌표에 도달하기만을 기다리고 좌표를 통해 메시지를 남기며, 끊임 없이 때를 기다리고 기다렸다.
이윽고 이천년이라는 머나먼 세월이 흐른 뒤인 월 마리아가 마레에 의해 함락당한 845년의 날 엘런 예거라는 소년이 미카사와 함께 장작 패고 돌아오는 길에 나무 밑에서 꿈을 꾸다가 좌표로 전달된 유미르의 메시지에 반응하게 된다. 유미르가 전해 준 앞으로 일어난 미래를 꿈 속에서 본 엘런은 자신에게 "다녀와, 엘런..."이라고 작별 인사를 하는 미래의 미카사의 환영을 보고 자기도 모르게 감정이 넘쳐흐른 나머지 눈물을 흘린다. 근데 꿈에서 깨어나자마자 내용을 전부 망각해서 떠올리지는 못했지만 무의식적으로는 유미르의 꿈을 기억하고 있었다.
엘런이 본 것은 미카사가 아니라 자신을 만나 주러 오기만을 기다릴 테니 그 날까지 여행을 잘 다녀오라는 유미르의 혼이 아니냐는 추측도 있다. 엘런이 유미르를 미카사로 혼동한 것은 잠들던 무렵 미카사가 눈앞에 위치해 있었기에 헷갈릴 이유는 충분했고, 유미르가 잠시 의식을 아커만 가문인 미카사에게 옮겨 에렌에게 메시지를 보냈을 거라는 추측도 가능하다.
이 때를 그린 화가 진격의 거인의 스토리의 시작을 알린 《 1화: 2,000년 후의 너에게(二千年後の君へ, To you, after 2,000 years) 》이다. 제목부터가 유미르가 이천년 후의 엘런에게 보내는 구조 요청 메시지를 서문 형식으로 적은 것 혹은 몇천년의 시간이 흐를지라도 자신을 진정으로 이해해 줄 누구 하나만이라도 자신의 목소리가 닿길 바라는 유미르의 염원을 뜻한다.

### 약 이천 년 후 854년

#### 115화 《 버팀목 (支え) 》
그러다 지크가 리바이에게 벗어나려고 자폭하다 임사(臨死) 상태에 이르자 마침내 베일을 벗고 본편에서 최초로 모습을 드러낸다.
홀로 하반신과 두 팔이 날아가버린 지크는 마지막까지 엘런과 함께 엘디아인들을 안락사시켜 모두를 구원하자고 맹세한 날을 회상하고 서서히 죽어간다. 그 때, 모래가 든 통을 깃고 좌표의 세계 속을 거닐던 유미르 프리츠가 발길을 멈추고 지크를 되돌아본다.
그리고 리바이가 토벌한 실눈형 무구의 거인을 재생 능력으로 되살려 낸 다음 조종해서 거인으로 하여금 배를 가르고 지크의 시신을 내장으로 집어넣게 했다. 거인의 내장과 연결된 좌표의 세계에서 흙으로 폭발에 날아간 사지와 몸통을 만들어 지크를 부활시켜 준다.
유미르의 도움으로 기사회생할 수 있었던 지크는 이 때의 경험을 수만년의 기나긴 세월이 한 순간에 스친 것 같은 기분을 느꼈다고 회고했다.
처음엔 혼란스러워 했지만 좌표의 세계에서 '좌표'와 이어져 있는 밤하늘의 별길을 보고 그것이 곧 모든 거인 계승자들이 봤으며 모든 엘디아인들 저마다 이어진 '길'이며 자신을 도와준 여자아이의 정체가 시조 유미르임을 알게 된다. 시조 유미르의 가호 속에 기사회생한 지크는 언젠사 좌표의 세계에서 유미르와 재회할 것을 다짐하고, 최대의 위협이었던 리바이가 한지와 함께 강물 속으로 사라지자 예거파의 보호를 받으며 엘런이 기다리는 월 마리아로 나아간다.

#### 120화 《 찰나 (刹那) 》 ~ 121화 《 미래의 기억 (未来の記憶) 》
라이너의 주장을 주의하고 지크와 에렌의 비책 계획을 선제적으로 막으려는 마레군의 보복 침공으로 엘디아국에 제2차 시간시나 전투가 벌어진다. 우여곡절 끝에 엘런은 지크와 접촉하려다 가비에 의해 머리통이 날아가지만 의식이 완전히 사라지기 직전 날아간 머리를 지크가 간신히 받아내었기 때문에 접촉은 성공한다. '왕가의 피'와 '시조의 거인'의 결합으로 에렌과 지크의 의식은 좌표의 세계로 이동되어 시조의 힘도 완벽히 발동할 수 있게 된다. 그곳에서 유미르는 총격에 잘려나간 엘런의 머리와 끊어진 육체를 다시 이어서 재생시켜 회생시켜 주었다. 그런데 바로 재생이 완료되지는 않고 깨어날 때까지의 시간이 오래 걸린 걸까, 엘런이 의식을 딛고 회복하는 순간까지 잠시 좌표에 들어가있었다. (좌표를 기준으로) 수년이 지나서야 엘러네이 깨어나면서 레벨리오 수용구에서의 만남 이래 2개월 만에 한 곳에 모인 예거 형제를 맞이하고자 좌표 밖으로 발걸음을 뚜벅뚜벅 옮겨가며 시조 유미르로서의 진정한 모습을 드러낸다.
근데 시조의 거인이 발동됨에 따라 카를 프리츠 시대부터 유미르의 혈통에게만 각인되는 부전의 조약까지 발동된 탓에 행동이 제약이 생긴 지크가 안락사 계획을 실행할 수 없게 되자 엘런에게 형제로서의 우애와 그 모든 것을 걸고 계획을 대신 해 줄 것을 부탁한다. 그러나 지크의 믿음과 달리 본색을 드러낸 엘런은 이제껏 지크를 속이기 위해 연기를 벌였음을 폭로하고 지크의 '안락사 계획'에 반대하며 파라디 섬의 엘디아인들을 수호하고자 하는 자신의 꿈을 위해 유미르에게 힘을 빌려 달라고 부탁한다. 하지만 유미르는 엘런을 지나치고 지크에게 다가가더니 복종의 자세를 취하며 무릎까지 꿇는다.
시조 유미르는 좌표의 공간과 현실 세계의 '유미르의 백성'을 좌지우지할 수 있는 절대적인 권력과 막강한 초능력의 소유주지만 그럼에도 의지를 잃은 채 지크를 본연의 주인으로 인식하고 있었다고 한다. 지크에게 자신이 지닌 힘을 양도해 주어 스스로의 의지로 하여금 부전의 맹세를 상징하는 효력의 사슬을 부수어 부전의 맹세도 파기하고 쇠사슬로 에렌을 구속시킨다. 유미르는 지크가 명령하는 무엇이든 이행하는 사역자가 되어 있었으며, 이 덕에 지크는 잠시 유미르가 빌려 준 힘에 힘입어 좌표의 세계의 통제권까지 쥐고 명령권과 세계에 오랫동안 지내면서 얻은 수만 가지 지식들까지 터득해 사실상 좌표계의 초월자로 거듭난다.
지크는 얼마든지 유미르의 가호 아래 유미르의 백성에게서 생식 능력을 빼앗을 수 있었지만, 동포 엘디아인들의 구원보다도 동생 에렌의 구원을 더 우선시했다. 그가 자신의 계획에 저항하고 아버지의 복권파 사상 대로 엘디아인들의 자유를 추구하게 된 이유가 아버지로부터 받은 피해와 세뇌 때문이라고 여겨 에렌과 강제로 접촉해서 엘런이 갓난아기였을 적의 그리샤의 과거의 기억으로 시간 여행을 하여 그리샤의 인생을 제3자의 시점에서 보여 주는 식으로 아버지의 과실을 깨닫게 해 주려고 한다.
하지만 형의 기대와 진심 어린 형제애에도 불구하고 엘런은 여행 도중에 깨달은 진격의 거인의 미래 예지 능력과 미래 계승자가 과거 계승자에게 '미래의 기억을 선택적으로 보여 주어' 간섭할 수 있는 능력으로 그리샤의 행동을 자신이 유도한 방향으로 이끌어 왔다. 시조의 거인 탈환 임무를 완수하게 하여 사실상 1부에 일어난 모든 사건들의 주동자임을 드러내 형을 역으로 치밀하게 이용했다.
결국 엘런에게 실망하고 인내심까지 한계에 다다른 지크가 "시조 유미르여! 모든 '유미르의 백성'에게 '생식 능력'을 빼앗아라!"고 명령하자 좌표를 향해 고개를 돌리더니 전진하기 시작, 걸어간다. 당황한 엘런은 유미르가 좌표를 움직일 걸 눈치챈 뒤 쇠사슬까지 부수고 무슨 수를 써서라도 막으려고 달려들지만, 유미르는 뒤에서 맹렬히 쫓아오는 엘런을 조금도 신경 쓰지 않고 그저 좌표를 향해 나아간다. 침묵만이 드러나는 무서울 정도로 아무것도 없는 무표정을 지은 채. 지크의 말에 따르면 시조 유미르가 한 번 행동을 개시하면 이 세상의 어느 누구도 막을 수 없다고 한다.

#### 《 122화: 2,000년 전의 너로부터 (二千年前の君から) 》
엘런이 유미르를 막아세우기 위해 필사적인 몸부림 끝에 달려들어 혼과 '접촉'하는 순간, 유미르가 살아 왔던 그의 모든 인생사와 진실을 보게 된다. 엘런이 접촉을 통해 목격한 인생사들이 본편 이야기상 정식 연재 이래 정확히 10년 만에 밝혀진 유미르의 진실이었고, 유미르가 주인공인 동화책을 보며 그에 대해 얘기를 나누는 프리다와 히스토리아 자매의 대화로 122화가 진행된다.
평범하게 살아가다가 고향을 침공한 엘디아 부족에 의해 노예화되고 프리츠에게 괴롭혀지고 우연한 이유로 얻은 거인의 힘을 얻고 프리츠를 위해 노예로 살고 죽어서도 노예로 살아야 했던 유미르의 억울하고 비참한 삶, 죽는 날까지 힘을 향한 추악한 욕망과 선민사상에 찌들어 유미르와 딸들, 후손들을 마음 대로 희생하고 후대에까지 전쟁을 가속화시켜 마레와 세계를 공포로 몰아넣었을 뿐만 아니라 자국 후손들의 미래까지 비참하게 만든 진정한 절대악이자 원흉 프리츠 왕의 천인공노할 대악행에 에렌은 이성을 잃고 극도로 분노한다. 유미르를 이용해 세계를 엘디아의 이름으로 손아귀에 가둬 지배하려는 프리츠 왕의 사상도 시대도 영원히 끝났음을 선포하고 자신이 프리츠 왕이 쌓아올린 이딴 세계를 끝내버리겠다고 유미르를 설득하기 시작한다.
엘런은 유미르를 왕가의 피를 명분으로 일방적인 지시만 내렸던 역대 왕들처럼 뭘 강요하지 않고 네가 정하라고 그의 선택권과 자유의지를 전적으로 존중한다. 누구를 선택할지 그리고 유미르 자신의 삶에 대한 결정도 모두 그에게 맡겼다. 유미르는 엘런의 설득을 무시하고 좌표로 나아갈 수 있었음에도 다른 왕들과 다르게 자신을 존중해 주는 엘런의 자세에 관심이 생겼는지 움직이지 않고 망설이기 시작한다.
생각을 바꿀 조짐을 보이는 유미르와 세계를 끝내겠다는 엘런의 말에 불길한 징조를 느낀 지크는 왕가 혈통만 믿고 자신은 왕가의 피를 이은 자이니 넌 내 말을 따르라고 미친 듯이 쫓아오면서까지 명령하지만, 오히려 오랜 세월 프리츠 왕의 학대와 억압으로 크나큰 상처와 고통을 받아야 했던 유미르의 트라우마만 의도치 않게 자극한 꼴이 되었다. 엘런은 지크가 달려오든 말든 유미르를 포옹하며 그가 좌표에 홀로 살아오면서 느꼈을 고통의 무게를 실감하며, 진심 어린 공감과 연민의 눈물을 흘리고 그를 껴안는다. 그리고 9년 전 장작 패고 돌아오는 길에 나무 그늘에 쉬면서 잠들던 자신에게 꿈으로 구조 요청 메시지를 보내 여기까지 오게 만든 이가 유미르였음을 깨닫는다.
1화의 제목 《 2,000년 후의 너에게 》는 에렌이 유미르가 전해준 꿈은 꾸는 에피소드이자 10여 년을 넘게 독자들을 궁금증으로 들썩이게 만든 1화 제목의 떡밥이었는데 동시에 유미르의 도움 요청 신호를 마침내 2,000년의 시간을 뛰어넘어 엘런에게 도달했다는 의미였다. 《 진격의 거인 》이란 작품 전체를 꿰뚫었던 핵심적인 수수께끼가 이와 대응되는 제목이자 유미르의 요청에 대한 엘런의 대답이기도 한 '2,000년 전의 너로부터'에서 비로소 풀린 것이다.
| “ | "너였어? 날 여기로 이끈 사람이? 줄곧 기다리고 있었구나. 2,000년 간 누군가를..." | ” |

죽어서까지 반복해야 했던 노예의 삶과 그러면서도 자유를 향해 부르짖었던 나지막한 염원이 유일무이하게 자신을 인간으로서 사랑하고 이해해 준 엘런의 회답으로 마침내 보상 받은 데에 유미르는 그동안 쌓이고 쌓여 왔던 모든 감정들을 폭발시키듯 자아(자유의지)와 눈을 드러내고 감격의 눈물을 터트린다. 2,000년 후에야 자신의 염원에 응답해 주고 이해해 준 에렌과 만나 자유의지를 각성할 수 있었던 유미르. 각성한 유미르는 더 이상 자신을 괴롭히던 프리츠의 명령도, 어느 누구의 명령도 듣지 않고 스스로의 의지로 엘런을 선택하여 그에게 모든 힘을 빌려 주어 협력하게 된다. 이리하여 힘을 양도 받은 엘런이 현실 세계에서 시조의 거인으로 변화하고 시간시나 구의 방벽도 부숴져 그 안의 거인들도 깨어난다.
여기서 알아야 할 점은, 유미르는 에렌에게 모든 시조의 힘의 소유권을 넘긴 것이 아니라 어디까지나 대여한 것이며 시조의 최종적인 통제권은 그가 쥐고 있다. 거인의 최초의 기원인 불가사의한 생명체가 유미르에게 달라붙어 유미르가 최초의 시조로서 모든 '유미르의 백성'을 '좌표'로 통솔하는 권한을 쥐고 있다. 유미르는 대등한 위치로서 자신을 한 명의 인간으로서 이해해 주고 사랑했던 에렌에게 감회되어 일단 그를 믿고 그가 부탁하는 대로 힘의 사용권을 잠시 빌려 준 것뿐이다. 에렌도 유미르를 하나의 인격체로서 존중하고 이전 왕들과 다르게 명령하거나 강요하지 않고 힘을 빌려 달라고 부탁했다. 앞으로의 유미르의 행보는 자유에 눈을 뜬 지금부터가 본격적이며 그의 진정한 이야기는 이제 시작이라는 뜻이다.

#### 땅 고르기 발동 직후 ~ 엘디아와 마레의 동맹, 마레의 남동부 파괴
128화를 기준으로 시조 유미르의 허가에 따라 시조의 힘을 넘겨 받은 에렌은 마레의 남동쪽 지방의 모든 도시들을 짓누르고 있고, 여전히 세 딸들의 아버지였던 초대 프리츠 왕의 피를 이은 지크 예거를 매개로 에렌에게 협력하는 중이다. 에렌이 따라오는 방해자들을 처리하려고 시조의 거인으로서 아홉 거인화를 차단했을 가능성이 있는데도 불구하고 피크 핑어는 짐수레 거인을 유지할 수 있고, 아니 레온하트와 라이너 브라운은 항구에서 예거파와 격돌할 때 여성형 거인과 갑주의 거인으로 거인화한다. 엘런이 동맹단이 자신을 막으러 올 걸 알고도 안 하는 것인지 경험 부족에 기인한 문제인지는 불명. 노예의 주박에서 해방하고 엘런에게 시조의 사용권을 양보했지만 그것과는 별개로 모든 거인의 기원이고 시조의 거인의 최초 주인이기 때문에 '시조의 길'을 관장하는 고유의 권한과 더불어 모래를 빚어 아홉 거인들을 만들어 보내는 능력은 온전히 유미르한테 있는 것으로 보인다. 
주군만을 맹목적으로 섬겼던 이전과는 달리 스스로의 의지로 엘런을 멈추려고 엘런과 자신이 있는 바다 너머로 나아가려는 동맹단의 행보를 지켜 보면서 자해한 거인 전사들이 목적의식을 갖출 때마다 거인을 만들어 보내 돕는 것으로 추측된다. 이 추측이 맞다면 유미르는 자신을 한 명의 독립된 인격체로 이해하고 존중해 준 엘런에게 권능을 양보한 것과는 별개로 온전히 땅 고르기를 지지하지 않으며 스스로 모든 것을 지켜 보고 최후에는 자신의 의지로 결단 내리려는 것을 의미한다.
138화에서는 미카사가 엘런을 참수하고 키스하는 모습을 미카사 뒤에서 웃으면서 지켜본다.